# Attrib

دستور Attrib در خط فرمان ویندوز

اتریب(به انگلیسی: attrib) یکی از دستورهای سیستم عامل داس و خط فرمان ویندوز است. با استفاده از این دستور می‌توان خصوصیت‌هایی که به هر فایل نسبت داده شده مشاهده کرد یا  این خواص را تغییر داد. خواصی که در این دستور قابل تغییر هستند، «فقط خواندنی» (به انگلیسی: Read-only)، «بایگانی» یا «آرشیو» (به انگلیسی: Archive)، «سیستمی» (به انگلیسی: System) و «پنهان» (به انگلیسی: Hidden) هستند. خاصیت فقط خواندنی معمولاً برای جلوگیری از نوشتن خودکار توسط نرم‌افزارهای دیگر به فایل تخصیص می‌یابد. آرشیو نشان‌دهندهٔ فایل‌هایی است که بایگانی شده‌اند یا باید بایگانی و پشتیبان‌گیری شوند. خاصیت پنهان معمولاً برای جلوگیری از مشاهدهٔ پرونده توسط دیگران استفاده می‌شود؛ گرچه استفادهٔ این ویژگی به‌تنهایی موجب پنهان بودن از دید اکثر برنامه‌های فهرست‌گر نمی‌شود. استفاده از خاصیت سیستمی معمولاً برای نشان‌گذاری پرونده به عنوان فایلی مهم برای سیستم است و توسط برنامه‌هایی جز سیستم عامل به کار نمی‌رود.

## استفاده در خط فرمان
طرز استفادهٔ این دستور به این صورت است:
```
ATTRIB [+R | -R] [+A | -A ] [+S | -S] [+H | -H] [drive:][path][filename]
```

- + برای اضافه کردن ویژگی و - برای برداشتن آن به کار می‌رود.
- R برای فقط خواندنی
- A برای بایگانی
- S برای سیستمی
- H برای پنهان

و ادامهٔ خط فرمان مسیر پرونده را از درایو تا نام فایل مشخص می‌کند. می‌توان با یک /S (که مخفف Subfolder است به معنی زیرپوشه) به خط فرمان دستور داد تا این ویژگی را به تمام فایل‌های همتا در زیرپوشه‌های مورد نظر نیز اعمال کند. با استفاده از /D تمام ویژگی‌ها به پوشه‌ها نیز تخصیص می‌یابند.
استفاده از دستور Attrib به تنهایی و بدون پارامترهای اضافی (همراه با اسم پروندهٔ مورد نظر)، صرفا ویژگی‌های کنونی پرونده را نمایش می‌دهد.

### مثال‌ها
```
C:\Documents and Settings\USER\My Documents>attrib Doppler_effect.htm
A    R     C:\Documents and Settings\USER\My Documents\Doppler_effect.htm
```

متن بالا به خط فرمان دستور می‌دهد تا خصوصیات فایل Doppler_effect.htm را که در پوشهٔ My Documents قرار دارد نمایش دهد و نتیجه این که این فایل دارای دو ویژگی «فقط خواندنی» و «آرشیو» است.
میتوان خصوصیتی را اضافه یا کم کرد:
```
C:\Documents and Settings\USER\My Documents>attrib +S -R Doppler_effect.htm
 A  S       C:\Documents and Settings\Dia\My Documents\Doppler_effect.htm
```

در دستور بالا، ویژگی «فقط خواندنی» از پرونده برداشته شد و ویژگی «سیستمی» به آن اضافه شده‌است.